# Едерсон Онорато Кампос
Едерсон Онорато Кампос (порт. Ederson Honorato Campos, нар. 13 січня 1986, Парапуан) — бразильський футболіст, що грав на позиції півзахисника.
Виступав, зокрема, за «Ліон» та «Лаціо», а також національну збірну Бразилії.

## Клубна кар'єра
Вихованець невеликого клубу «РС Футбол», з яким виступав у Лізі Гаушу, чемпіонаті штату Ріу-Гранді-ду-Сул. Згодом на правах оренди грав за вищолігові місцеві клуби «Інтернасьйонал» та «Жувентуде», але основним гравцем не був.
У січні 2005 року Едерсон приєднався до французького клубу «Ніцца». Його дебют відбувся 5 лютого 2005 року у матчі проти «Меца», в якому бразилець зіграв 72 хвилини. Свій перший гол за «Ніццу» він забив у третій грі, вразивши потужним ударом з 45 метрів кут воріт «Монако», завдяки чому «Ніцца» виграла 2:1 у свого принципового суперника. Наступного сезону Фредерік Антонетті, новий тренер команди, став частіше випускати бразильця і він став стабільно виходити на поле, отримавши свій улюблений 10-й номер. Третій сезон 2006/07 зробив Едерсона лілером команди, оскільки він провів 30 матчів і забив 6 голів, включаючи переможний пенальті на 90-й хвилині проти «Марселя» і дубль проти «Бордо», хоча «Ніцца» фінішувала на 16 місці, ледь врятувавшись від вильоту. Останній четвертий сезон Едерсона в «Ніцці» став його найкращим — він провів 36 матчів, у яких забив 7 голів у Лізі 1.

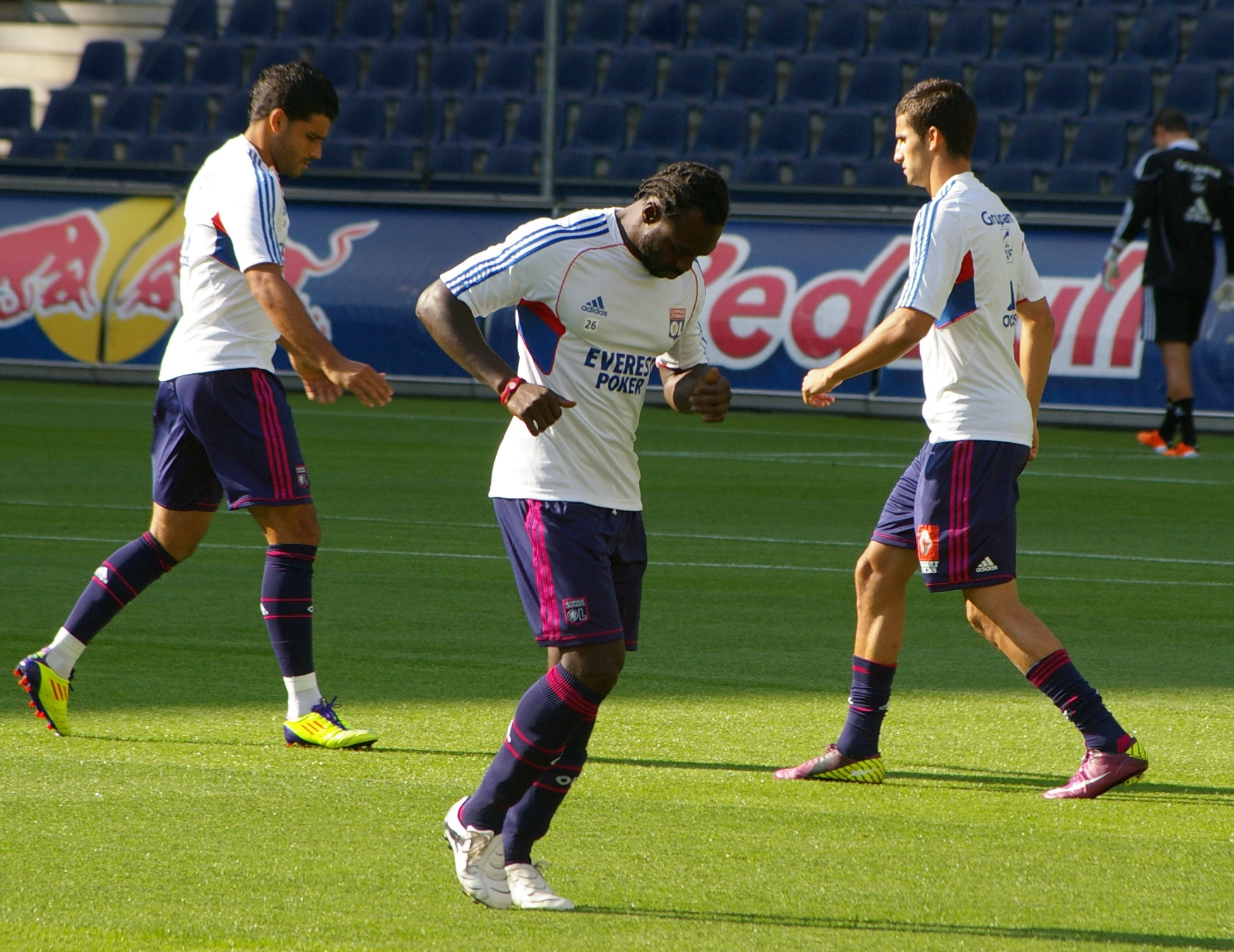
Едерсон (ліворуч) під час тренування у «Ліоні». 2011 рік.

Своєю грою Едерсон привернув увагу представників тренерського штабу клубу «Ліон», які шукали заміну Жуніньйо Пернамбукано, який покидав клуб наприкінці сезону 2007/08 років. Саме Едерсон мав стати його заміною, за якого «Ліон» заплатив 14,9 мільйона євро в січні того ж року, але при цьому сам перехід мав відбутись лише влітку. Через п'ять місяців Едерсон був представлений в новому клубі разом з воротарем Уго Льорісом, отримавши 7 номер. Він дебютував за нову команду вже у першому турі нового сезону в переможному матчі проти «Тулузи» (3:0), вийшовши на заміну на 74-й хвилині, а забив свій перший гол за «Ліон», реалізувавши пенальті проти «Гавра» 20 вересня 2008 року, забивши єдиний гол у матчі. Того ж сезону він з'явився у всіх восьми матчах Ліги чемпіонів з «Ліоном» і відразу став одним із основних гравців «Ліона», незважаючи на те, що більшість матчів грав на незнайомій позиції вінгера, тоді як у «Ніцці» він діяв переважно як атакувальний півзахисник. Поступово він зміг витіснити таких гравців, як Кім Чельстрем і Сесар Дельгадо, а також вигравши конкуренцію у інших молодих гравців, таких як Міралем П'янич або Антоні Муньє. Після того як 2009 року команду покинув Карім Бензема, бразилець і у цьому клубі повернув собі свій улюблений 10 номер, залишаючись надалі основним гравцем півзахисту.
В серпні 2010 року під час свого першого матчу за збірну Едерсон отримав серйозну травму, після якої переніс операцію та пропустив більшу частину сезону 2010/11. Він поступово відновив свій рівень протягом наступного сезону та отримував ігровий час у команді від нового тренера Ремі Гарда. Зокрема 7 грудня 2011 року він брав участь у історичній перемозі «Ліона» у Лізі чемпіонів на полі загребського «Динамо». Завдяки рахунку 7:1 «Ліон» несподівано повернув друге місце у своїй групі завдяки кращій різниці м'ячів і вийшов до 1/8 фіналу дев'ятий рік поспіль. Наприкінці сезону він виграв з командою Кубок Франції, хоча у фінальній грі участі не брав. В результаті бразилець так і не зміг повернутись на свій колишній рівень і по завершенні сезону покинув клуб після закінчення контракту з «Ліоном».
У липні 2012 року Едерсон на правах вільного трансферу перейшов в італійське «Лаціо». Щоб не вважатись легіонером і не займати квоти, Едерсон отримав італійське громадянство після одруження з громадянкою Італії. Він дебютував у Серії А 16 вересня 2012 року, замінивши Антоніо Кандреву у другому таймі матчу проти «К'єво» (3:1), а дебютний гол забив 30 вересня того ж року у грі проти «Сієни», відзначившись ударом головою після розіграшу кутового, таким чином допомігши столичній команді перемогти 2:1. 4 жовтня Едерсон забивши свій перший в кар'єрі гол у єврокубках в переможному матчі Ліги Європи проти словенського «Марібора», який став єдиним і переможним у тій грі. За підсумками дебютного сезону у складі «орлів» він виграв Кубок Італії, але у тому турнірі жодної гри не зіграв. Натомість 18 серпня 2013 року він зіграв у матчі за Суперкубок Італії проти «Ювентуса», вийшовши на заміну на 56 хвилині замість Крістіанп Ледесми, але його команда програла з рахунком 0:4. У другому сезоні продовжував регулярно виходити, поки у січні 2014 року не зазнав ще однієї серйозної травми, через яку не грав майже рік.
В результаті 21 липня 2015 року контракт Едерсона з «Лаціо» було достроково розірвано за згодою сторін, а наступного дня він підписав угоду з «Фламенго», таким чином повернувшись на батьківщину. Він дебютував у червоно-чорній футболці 12 серпня 2015 року на «Маракані» у матчі проти «Атлетіку Паранаенсі» (3:2), відігравши 65 хвилин, а у своїй другій грі за клуб у матчі проти «Палмейраса» він забив 2 голи, відкривши свій лік голів у новій команді. Втім і у цій команді футболіста переслідували травми: так спочатку 27 вересня 2015 року у матчі проти «Васко да Гами» (1:2) Едерсон отримав травму правого коліна, через яку не грав аж до березня 2016 року, а незабаром після відновлення, вже 3 липня 2016 року у грі проти «Корінтіанса» Едерсон отримав травму лівого коліна, через яку вибув на 10 місяців, оскільки бразильцю знову довелось робити операцію. Навіть маючи невеликі шанси зіграти до кінця Ліги Каріока, Едерсон був включений до заявки команди на турнір. В результаті він здобув перший титул у футболці клубу, навіть не виходячи на поле.
10 травня Едерсон нарешті знову повернувся на поле в грі проти «Атлетіку Гоянієнсі» у Кубку Бразилії, але і цього разу надовго залишитись в основі не зумів, оскільки вже 25 липня він оголосив, що у нього пухлина яєчка і йому знов доведеться припинити виступи, щоб лікуватися від хвороби. Перемігши хворобу, він завершив кар'єру в січні 2020 року у віці 33 років, так і не повернувшись більше на поле.

## Виступи за збірну
2003 року Едерсон зіграв у всіх 6 матчах переможної кампанії юнацької збірної Бразилії до 17 років на юнацькому чемпіонаті світу у Фінляндії та забив 2 голи.
2009 року Едерсон отримав право виступати за збірну Франції, оскільки прожив у країні достатньо років для отримання футбольного громадянства, втім футболіст заявив, що волів би грати виключно за бразильську збірну, оскільки це його мрія. В результаті 2010 року він вперше в своїй кар'єрі у віці 24 років приєднався до національної збірної Бразилії. Новий тренер збірної Мано Менезес викликав його на товариський матч проти Сполучених Штатів, куди поїхала команда у дуже зміненому складі після провалу Бразилії на чемпіонаті світу 2010 року. 10 серпня 2010 року у цьому матчі Едерсон вийшов на поле на 72 хвилині замість Неймара, але лише через три хвилини після виходу він отримав важку травму і був замінений на Карлоса Едуардо.

## Статистика виступів

### Статистика клубних виступів
| Сезон                | Команда              | Чемпіонат            | Чемпіонат | Чемпіонат | Національний кубок | Національний кубок | Національний кубок | Континентальні кубки | Континентальні кубки | Континентальні кубки | Інші змагання | Інші змагання | Інші змагання | Усього | Усього |
| Сезон                | Команда              | Ліга                 | Ігор      | Голів     | Ліга               | Ігор               | Голів              | Ліга                 | Ігор                 | Голів                | Ліга          | Ігор          | Голів         | Ігор   | Голів  |
| -------------------- | -------------------- | -------------------- | --------- | --------- | ------------------ | ------------------ | ------------------ | -------------------- | -------------------- | -------------------- | ------------- | ------------- | ------------- | ------ | ------ |
| 2003-січ. 2004       | «РС Футбол»          | C                    | 0         | 0         | -                  | -                  | -                  | -                    | -                    | -                    | ЛГ            | 46            | 23            | 46     | 23     |
| січ.-черв. 2004      | «Інтернасьйонал»     | A                    | 3         | 0         | -                  | -                  | -                  | -                    | -                    | -                    | -             | -             | -             | 3      | 0      |
| 2004-січ. 2005       | «Жувентуде»          | A                    | 5         | 1         | -                  | -                  | -                  | -                    | -                    | -                    | -             | -             | -             | 5      | 1      |
| січ.-черв. 2005      | «Ніцца»              | Л1                   | 5         | 1         | КФ+КЛ              | 0+0                | 0+0                | -                    | -                    | -                    | -             | -             | -             | 5      | 1      |
| 2005–06              | «Ніцца»              | Л1                   | 20        | 2         | КФ+КЛ              | 0+5                | 0+1                | -                    | -                    | -                    | -             | -             | -             | 25     | 3      |
| 2006–07              | «Ніцца»              | Л1                   | 30        | 6         | КФ+КЛ              | 0+0                | 0+0                | -                    | -                    | -                    | -             | -             | -             | 30     | 6      |
| 2007–08              | «Ніцца»              | Л1                   | 36        | 7         | КФ+КЛ              | 2+2                | 0+1                | -                    | -                    | -                    | -             | -             | -             | 40     | 8      |
| Усього за «Ніццу»    | Усього за «Ніццу»    | Усього за «Ніццу»    | 91        | 16        |                    | 9                  | 2                  |                      | 0                    | 0                    |               | 0             | 0             | 100    | 18     |
| 2008–09              | «Ліон»               | Л1                   | 35        | 5         | КФ+КЛ              | 1+1                | 0+0                | ЛЧ                   | 8                    | 0                    | -             | -             | -             | 45     | 5      |
| 2009–10              | «Ліон»               | Л1                   | 24        | 2         | КФ+КЛ              | 2+1                | 0+0                | ЛЧ                   | 10                   | 0                    | -             | -             | -             | 37     | 2      |
| 2010–11              | «Ліон»               | Л1                   | 8         | 2         | КФ+КЛ              | 0+0                | 0+0                | ЛЧ                   | 0                    | 0                    | -             | -             | -             | 8      | 2      |
| 2011–12              | «Ліон»               | Л1                   | 15        | 2         | КФ+КЛ              | 1+3                | 0+0                | ЛЧ                   | 6                    | 0                    | -             | -             | -             | 25     | 2      |
| Усього за «Ліон»     | Усього за «Ліон»     | Усього за «Ліон»     | 82        | 11        |                    | 9                  | 0                  |                      | 24                   | 0                    |               | 0             | 0             | 115    | 11     |
| 2012–13              | «Лаціо»              | A                    | 15        | 1         | КІ                 | 0                  | 0                  | ЛЄ                   | 8                    | 2                    | -             | -             | -             | 23     | 3      |
| 2013–14              | «Лаціо»              | A                    | 15        | 1         | КІ                 | 1                  | 0                  | ЛЄ                   | 5                    | 0                    | СІ            | 1             | 0             | 22     | 1      |
| 2014–15              | «Лаціо»              | A                    | 4         | 1         | КІ                 | 1                  | 0                  | -                    | -                    | -                    | -             | -             | -             | 5      | 1      |
| Усього за «Лаціо»    | Усього за «Лаціо»    | Усього за «Лаціо»    | 34        | 3         |                    | 2                  | 0                  |                      | 13                   | 2                    |               | 1             | 0             | 50     | 5      |
| 2015                 | «Фламенго»           | A                    | 8         | 3         | КБ                 | 2                  | 0                  | -                    | -                    | -                    | ЛК            | 0             | 0             | 10     | 3      |
| 2016                 | «Фламенго»           | A                    | 8         | 1         | КБ                 | 4                  | 0                  | ПАК                  | 0                    | 0                    | ЛК            | 9             | 0             | 21     | 1      |
| 2017                 | «Фламенго»           | A                    | 5         | 0         | КБ                 | 2                  | 0                  | КЛ+ПАК               | 0+0                  | 0                    | ЛК            | 0             | 0             | 7      | 0      |
| Усього за «Фламенго» | Усього за «Фламенго» | Усього за «Фламенго» | 21        | 4         |                    | 8                  | 0                  |                      | 0                    | 0                    |               | 9             | 0             | 38     | 4      |
| Усього за кар'єру    | Усього за кар'єру    | Усього за кар'єру    | 236       | 35        |                    | 28                 | 2                  |                      | 38                   | 2                    |               | 54            | 23            | 356    | 62     |

### Статистика виступів за збірну
| Дата      | Місто         | Господарі | Результат | Гості    | Турнір           | Голи | Примітки |
| --------- | ------------- | --------- | --------- | -------- | ---------------- | ---- | -------- |
| 10-8-2010 | Іст-Ратерфорд | США       | 0 – 2     | Бразилія | товариський матч | -    | 72' 75'  |
| Усього    |               | Матчів    | 1         |          | Голів            | 0    |          |

## Титули і досягнення
- Переможець Ліги Гаушу (1):

«Інтернасьйонал»: 2004
- Володар Кубка Франції (1):

«Ліон»: 2011/12
- Володар Кубка Італії (1):

«Лаціо»: 2012/13
- Переможець Ліги Каріока (1):

«Фламенго»: 2017
- Чемпіон світу (U-17) (1)

Бразилія U-17: 2003